# مایکل فلپس (فیزیک پزشکی)
مایکل فلپس (به انگلیسی: Michael E. Phelps) استاد برجسته و مخترع پت اسکن است.
او اکنون در دانشگاه یو سی ال ای عضو هیئت علمیست.